# پروانه‌ماهی گروه‌زی
پروانه‌ماهی گروه‌زی (نام علمی: Heniochus diphreutes) نام یک گونه از تیره پروانه‌ماهی است.